# Nikolaj Stefanovič Bežanickij
Svatý Nikolaj Stefanovič Bežanickij (rusky: Николай Стефанович Бежаницки; 14. prosince 1859, Priipalu – 14. ledna 1919, Tartu) byl estonský protojerej ruské pravoslavné církve a mučedník.

## Život
Narodil se 14. prosince 1859 v Priipalu v dědičné kněžské rodině (otec a čtyři bratři byli kněží). Roku 1883 ukončil duchovní seminář v Rize a poté se oženil s dcerou kněze M. I. Kazarinovou. Po vysvěcení na kněze začal působit ve farnosti Varnja a poté vs farnostech Kergu, Pärnu, Võru, Viljandi a Tartu. V Tartu složil v kostele svatého Jiří. V roce 1908 byl zvolen předsedou rady eparchiálního duchovenstva rižské eparchie.
Podle vyprávění byl kněz laskavý, vnímavý a shovívavý.
Po potlačení Ruské revoluce roku 1905 apeloval na město správu Viljandi, aby omezila represi vůči účastníkům a podporovatelům revoluce. Požádal arcibiskupa Agatangela aby poslal pastýřský dopis s žádostí o shovívavé zacházení se zajatými účastníky povstání.
Roku 1908 se stal knězem v Tartu.
Když roku 1918 převzala moc ve městě Komuna pracujícího lidu Estonska stala se kněžská služba zakázaná a za vykonávání služby hrozil trest smrti, proto byl otec Nikolaj považován za nebezpečného kontrarevolucionáře. Úřady mu umožnily zůstat ve městě kvůli stáří až do 20. ledna 1919. Navzdory tomuto svolení byl kněz 5. ledna zatčen za nepovolené vykonávání kněžské služby. Spolu s přibližně 230 dalšími lidmi byl uvězněn v budově banky.
Byl zastřelen 14. ledna 1919 spolu s biskupem Platonem a protojerejem Mihhailem Bleivem.
V srpnu 2000 jej Ruská pravoslavná církev svatořečila jako mučedníka a byl zařazen mezi Sbor všech novomučedníků a vyznavačů ruských.
Jeho svátek je připomínán 14. ledna.